# Oulainen vasútállomás
Oulainen vasútállomás Finnországban, Oulainen településen található.

## Vasútvonalak
Az állomást az alábbi vasútvonalak érintik:
- Seinäjoki–Oulu-vasútvonal

## Kapcsolódó állomások
A vasútállomáshoz az alábbi állomások vannak a legközelebb:
- Kangas railway station (Seinäjoki vasútállomás, dél)
- Kilpua railway station (Oulu vasútállomás, északkelet)